# Segunda División de Fiyi 2018
La Segunda División de Fiyi 2018 fue la edición número 25 de la Segunda División de Fiyi. Nasinu FC regresa a la Liga Nacional de Fútbol de Fiyi después de 8 temporadas consiguiendo 2 triunfos y 2 empates ante Lami FC y Savusavu FC.

## Formato
Los 12 equipos jugarán en dos grupos;uno con 7 y otro con 5; de los cuales son:7 de Viti Levu y 5 de Vanua Levu, los dos primeros de la zona Viti Levu y el ganador de la zona Vanua Levu avanzan al playoffs de ascenso, donde el ganador asciende a la Liga Nacional de Fútbol de Fiyi de 2019.

## Equipos participantes

### Viti Levu
- Lami FC
- Nadroga FC
- Nasinu FC
- Navua FC
- Rakiraki FC
- Tailevu Naitasiri FC
- Tailevu North FC

### Vanua Levu
- Bua FC
- Nadogo FC
- Savusavu FC
- Seaqaqa FC
- Taveuni FC

### Ascensos y descensos
| Pos. | Descendido de la Liga Nacional 2017 |
| ---- | ----------------------------------- |
| 8    | Rakiraki FC                         |

| Pos. | Ascendido de la Segunda División 2017 |
| ---- | ------------------------------------- |
| 1    | Tavua FC                              |

## Clasificación

### Zona Viti Levu
| Pos. | Equipo               | PJ | PG | PE | PP | GF | GC | DG  | Pts. | Clasificado a                |
| ---- | -------------------- | -- | -- | -- | -- | -- | -- | --- | ---- | ---------------------------- |
| 1    | Lami FC              | 12 | 9  | 1  | 2  | 35 | 11 | +24 | 28   | Avanza a play-off de ascenso |
| 2    | Nasinu FC            | 12 | 9  | 0  | 3  | 31 | 16 | +15 | 27   | Avanza a play-off de ascenso |
| 3    | Nadroga FC           | 12 | 6  | 3  | 3  | 39 | 16 | +23 | 21   |                              |
| 4    | Navua FC             | 12 | 6  | 1  | 5  | 38 | 15 | +23 | 19   |                              |
| 5    | Tailevu Naitasiri FC | 12 | 5  | 3  | 4  | 23 | 13 | +10 | 18   |                              |
| 6    | Rakiraki FC          | 12 | 3  | 0  | 9  | 21 | 38 | -17 | 9    |                              |
| 7    | Tailevu North FC     | 12 | 0  | 0  | 12 | 6  | 84 | -78 | 0    |                              |

### Zona Vanua Levu
| Pos. | Equipo      | PJ | PG | PE | PP | GF | GC | DG | Pts. | Clasificado a                |
| ---- | ----------- | -- | -- | -- | -- | -- | -- | -- | ---- | ---------------------------- |
| 1    | Savusavu FC | 6  | 3  | 2  | 1  | 15 | 12 | +3 | 11   | Avanza a play-off de ascenso |
| 2    | Taveuni FC  | 6  | 2  | 2  | 2  | 9  | 10 | -1 | 8    |                              |
| 3    | Seaqaqa FC  | 6  | 2  | 1  | 3  | 12 | 11 | +1 | 7    |                              |
| 4    | Nadogo FC   | 6  | 2  | 1  | 3  | 10 | 13 | -3 | 7    |                              |

- El Bua FC se retiró de la competencia.

## Play-off de ascenso

### Clasificación
| Pos. | Equipo      | PJ | PG | PE | PP | GF | GC | DG | Pts. | Clasificado a                           |
| ---- | ----------- | -- | -- | -- | -- | -- | -- | -- | ---- | --------------------------------------- |
| 1    | Nasinu FC   | 4  | 2  | 2  | 0  | 5  | 3  | +2 | 8    | Ascenso a la Liga Nacional de Fiyi 2019 |
| 2    | Lami FC     | 4  | 2  | 1  | 1  | 10 | 4  | +6 | 7    |                                         |
| 3    | Savusavu FC | 4  | 0  | 1  | 3  | 4  | 12 | -8 | 1    |                                         |